# 66458 Romaplanetario
66458 Romaplanetario è un asteroide della fascia principale. Scoperto nel 1999, presenta un'orbita caratterizzata da un semiasse maggiore pari a 2,6073531 UA e da un'eccentricità di 0,3614917, inclinata di 6,95054° rispetto all'eclittica.
L'asteroide è dedicato al planetario di Roma.